# Lashkari Bazar

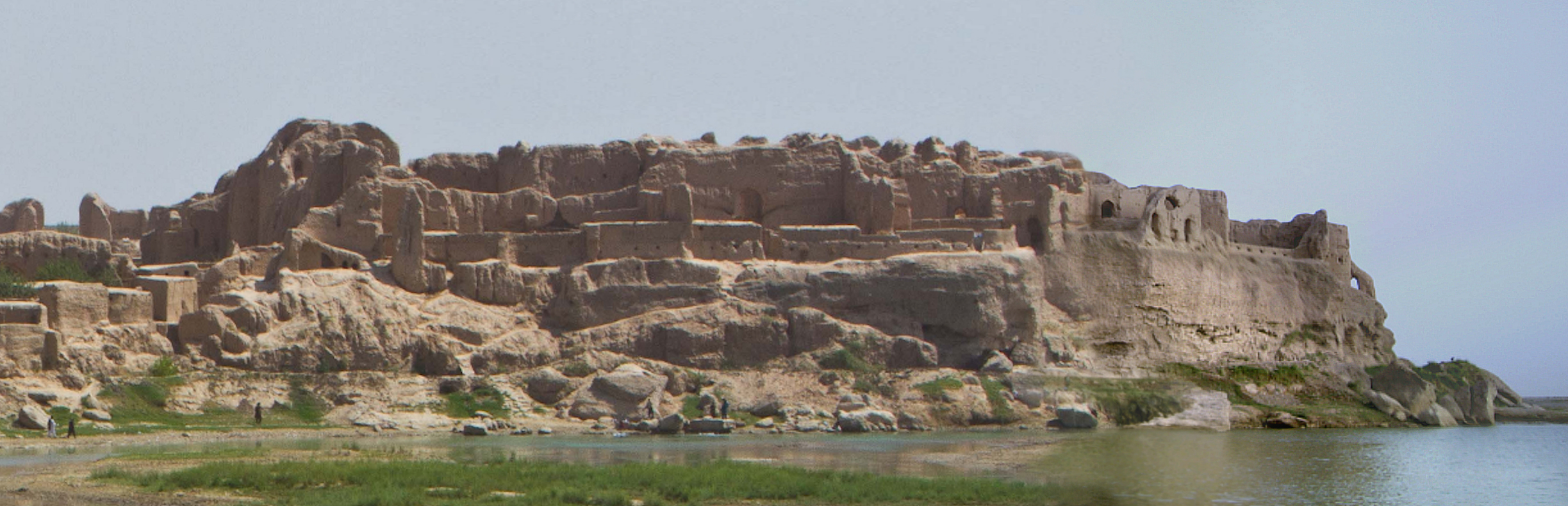
Ruines du Lashakri Bazar.

Lashakri Bazar est un ensemble de ruines palatiales situées au sud-ouest de l'Afghanistan actuel, au nord de la ville de Bust, sur la rivière Helmand. Elles sont datées de la période ghaznévide (XIe siècle, bien que certaines remontent à la période parthe et que d'autres soient légèrement plus récentes (période ghuride : XIIe et XIIIe siècles). 
Découvert en 1948, le site de Lashkari Bazar a été fouillé sous la direction de Daniel Schlumberger, directeur de la Délégation archéologique française en Afghanistan, entre 1949 et 1951 par une équipe ayant compris Marc Le Berre et Jean-Claude Gardin. Le site a livré une abondante architecture palatiale en brique avec un décor stuqué sculpté et peint, du matériel céramique et numismatique. 